# Curnovec (Brežice)
Curnovec é uma vila localizada no município de Brežice na Eslovênia. Possuía uma população estimada de 144 habitantes em 2020.